# 中国新聞SELECT
中国新聞SELECT（ちゅうごくしんぶん セレクト、題字: 中國新聞SELECT）は、中国新聞社が宅配専売で発行している新聞である。

## 概要
中国新聞は、2015年4月30日付を以って夕刊の休刊と入れ替わる形で、一般の新聞と同じブランケット判16頁・フルカラー紙面で、中国新聞本体で掲載された記事の中から、経済と国外ニュースを中心とした厳選された記事を中心に、主要注目記事の解説、囲碁・将棋、パズル、中学生・高校生向け学習記事などを提供する。
中国新聞公式サイト「中国新聞α」とも連動して記事を提供するとしている。さらに夕刊で連載した一部の記事（芸能・文化・スポーツなど）も移設し、収録している。「新創刊」扱いのため号数は引き継がれず、改めて創刊は1号からとなっている。なお、広島県、山口県、島根県は発行当日、岡山県は1日遅れでの配達である。
2016年度の日本新聞協会賞で「経営・業務部門」を受賞した。受賞理由は、「経営の根幹にかかわる大きなテーマに挑戦し、新媒体の発行により新規読者の開拓や、戸別配達網の維持など成果を上げている点が高く評価される」としている。
発行日翌日の番組表（あすのテレビ番組）を掲載している。収録局はNHK総合・Eテレ、RCCテレビ、広島テレビ、広島ホームテレビ、TSS、山口放送、テレビ山口、山口朝日放送の9局。

## 価格
販売は中国新聞の宅配所から本紙朝刊とのセット価格、4,340円での購読のみとなっていたが、2016年5月より広島県とその周辺地域限定で、1部60円での即売を駅やコンビニエンスストアの新聞スタンドで開始した。なお、月曜・祝日・新聞休刊日の翌日は休刊であるため、最大で週6日発行である。
2023年8月から月極め購読料が改定され、本紙朝刊とのセット価格は4,840円、1部売りは70円にすることを同年7月に発表した。